# Cleora parviorata
Cleora parviorata är en fjärilsart som beskrevs av Fletcher 1953. Cleora parviorata ingår i släktet Cleora och familjen mätare. Inga underarter finns listade i Catalogue of Life.